# Tinh thảo núi
Tinh thảo núi (danh pháp khoa học: Eragrostis montana) là một loài thực vật có hoa trong họ Hòa thảo. Loài này được Balansa mô tả khoa học đầu tiên năm 1890.